# Haugastøl
Haugastøl är en ort i Hols kommun i Buskerud fylke i Norge. Orten ligger vid riksväg 7. Här finns en station längs Bergenbanan.

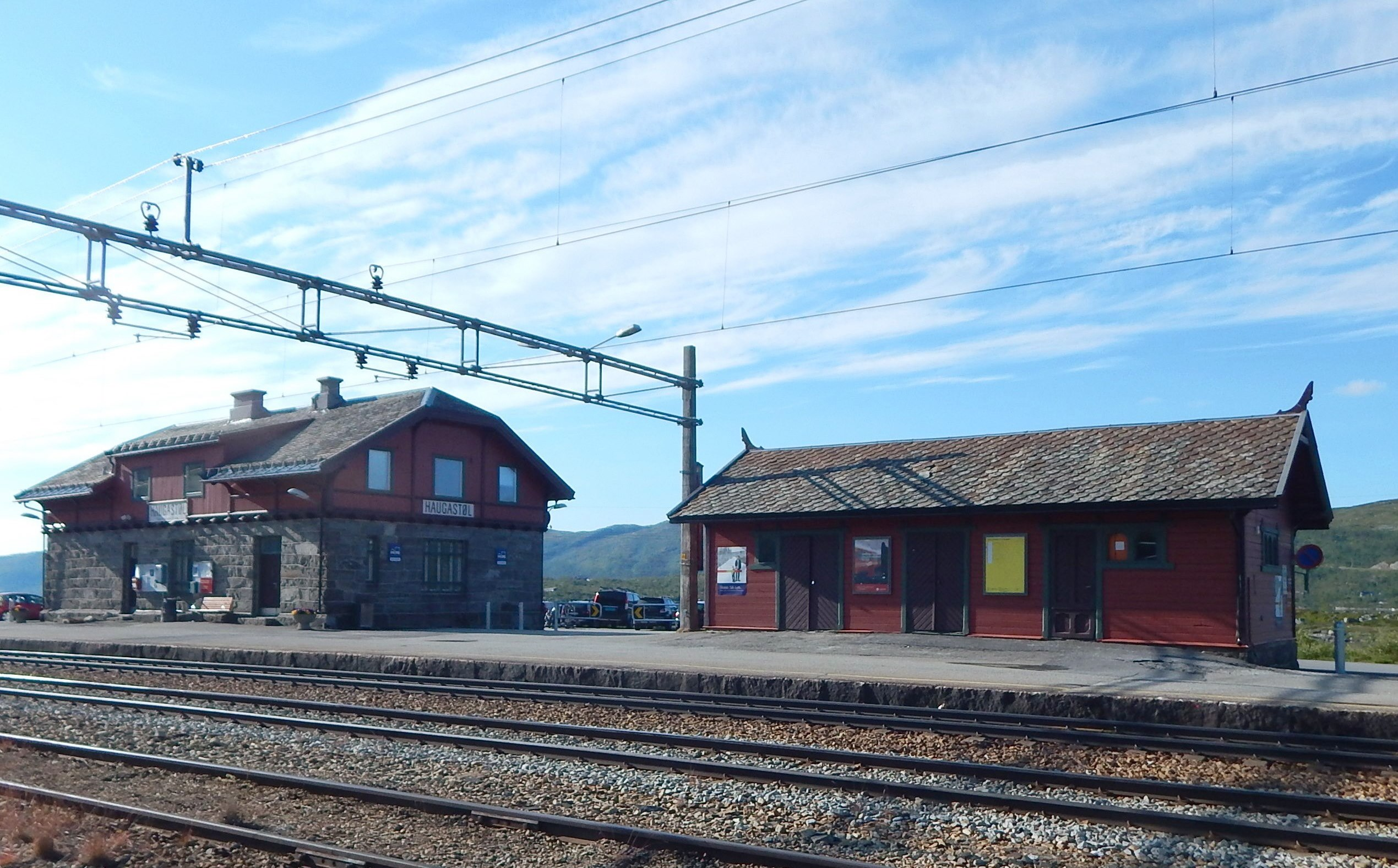
Haugastøls station.